# Teraz i tu
Teraz i tu – singel promujący album Varius Manx pt. Najlepsze z dobrych, wydany w 2000 r. przez firmę fonograficzną Zic Zac/BMG Poland. Wszystkie 3 piosenki z singla wyprodukował i zaaranżował zespół. Numer katalogowy singla: 74321742112. Do piosenki tytułowej zrealizowano teledysk.

## Spis utworów
1. Teraz i tu – 3:22 (muzyka – Robert Janson; słowa – Kasia Stankiewicz)
2. Piosenka księżycowa – 2:55 (muzyka – Robert Janson; słowa – Anita Lipnicka)
3. Ten sen – 4:11 (muzyka – Robert Janson; słowa – Kasia Stankiewicz i Andrzej Ignatowski)

## Twórcy
- Varius Manx:
  - Kasia Stankiewicz – śpiew, chórki
  - Sławomir Romanowski – perkusja, programowanie
  - Michał Marciniak – gitary
  - Paweł Marciniak – bas, instrumenty klawiszowe, programowanie
  - Robert Janson – programowanie instrumentów klawiszowych
- gościnnie:
  - chór Polskie Słowiki pod dyrekcją Wojciecha Kroloppa – w utworze „Ten sen”
  - Rafał Kokot – saksofon, w utworze „Ten sen”
  - Leszek Kamiński i Paweł Marciniak – realizacja nagrań nr 1 i 3
  - Jarosław Regulski – realizacja nagrania nr 2
  - Leszek Kamiński i Julita Emanuiłow – mastering utworu nr 1
  - Leszek Kamiński i Grzegorz Piwkowski – mastering nagrań nr 2 i 3
  - Dariusz Klecha – projekt graficzny singla
  - Beata Wielgosz – foto

## Studia nagrań
- „Teraz i tu” – zrealizowano w Studio S-4 w Warszawie oraz Studio Music Factory w Łodzi (listopad – grudzień 1999)
- „Piosenka księżycowa” – rejestracja w Sound Studio (WFF) w Łodzi (listopad – grudzień 1993)
- „Ten sen” – nagrano w Studio S-4 w Warszawie (marzec – maj 1996)